# 拳交
拳交是一种人类性行为参与者所采纳的性互动方式，亦屬於一種性虐戀。方法是将整只手（或双手），甚至是手臂插入被愛撫一方的阴道（阴道拳交）或肛门（肛门拳交）。

## 历史
拳交作为一种流行的性行为出现，通常被归结为男同性恋文化，它可能在20世纪之前并不存在。

## 拳交前的准备
拳者要戴好乳膠手套。

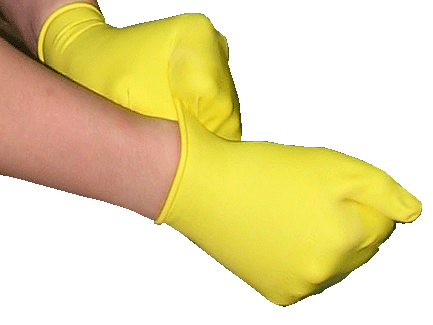
拳交用乳胶手套

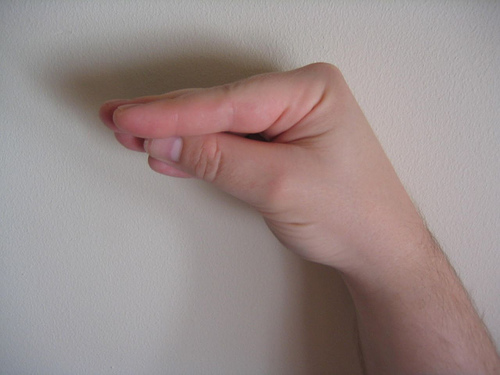
鸟喙状

被拳交者的阴道或肛门应使用人體潤滑劑（油性潤滑劑、灌腸器可能造成刺激）充分潤滑。
在拳交前如有使用讓肌肉鬆弛的藥劑会造成傷害而不自知。

## 拳交的方式
拳者将整只手插入被拳者的阴道或肛门。
手也可以不握拳插入阴道或肛门，以五个手指头并排着并靠拢（形成鸟喙状）或掌心靠拢，然后慢慢地插入阴道或肛门中。
插入阴道或肛门后，手就可以握拳或依然张开着。
在极端的例子中，会使用手臂或两只拳头拳交或像挥拳一样，两只手交替着拳交。
身体柔韧性好的人可以自己进行拳交。
拳者在拳交时应询问被拳者的感受，如果被拳者感到不适，应立即停止。

## 拳交发生的范围
由于被拳者有较大疼痛感，相较其他的性行为，拳交较少发生。

## 拳交的健康和安全
拳交不易传播性传播疾病，只要一些基本防护手段，没有什么要特别注意的。如果方法不对，可能导致肛门爆裂，内伤和传染病，比如尿道疾病和骨盆疾病。
另外还可能损伤子宫颈或造成黏膜破裂、肌肉撕裂、临时性的尿失禁，甚至会导致不育或死亡。如果慢慢地而且仔细的话，拳交相对比较安全。但糞便和粘膜或伤口接触有可能造成感染。